# Salmo letnica
Salmo letnica és una espècie de peix de la família dels salmònids i de l'ordre dels salmoniformes.

## Morfologia
- Els mascles poden assolir 76 cm de longitud total[2] i 6.490 g de pes.[3][4]

## Reproducció
Té lloc entre gener i febrer.

## Alimentació
Menja invertebrats i peixos.

## Hàbitat
Viu en zones d'aigües dolces temperades (42°N-40°N, 20°E-21°E).

## Distribució geogràfica
Es troba a Macedònia del Nord (llac d'Okhrida), Sèrbia i Montenegro.

## Estat de conservació
Es troba amenaçat d'extinció a causa de la sobrepesca, la destrucció del seu hàbitat i la introducció d'espècies exòtiques.